# Посёлок им. Мамедярова
Посёлок им. Мамедярова, ранее посёлок им. Шаумяна, ещё ранее Еникенд («Новый поселок»), известный также как Арменикенд, — бывший посёлок на территории Насиминского района города Баку в Азербайджане.
В 1897 году городская дума приняла решение о создании на северных окраинах города благотворительного поселка для малоимущих слоев населения. Для этого была выделена территория площадью 109,25 га, рассчитанная на проживание более 5000 человек.
Первоначально поселок, удаленный от городской черты на 2-3 км, испытывал сложности в виде: отсутствия дорог для подвоза строительных материалов, водопровода, торговых предприятий и общественных учреждений. Однако к 1899 году здесь уже было около 400 домов, включая несколько двух- и трехэтажных зданий. В отличие от плотной застройки центральных районов Баку, в Арменикенде предусматривались широкие улицы и свободная планировка, что создавало более комфортные условия для проживания.
В советский период, по проекту профессора А. П. Иваницкого, Арменикенд стал одним из первых в СССР благоустроенных рабочих поселков. В 1925—1928 годах здесь возводились трехэтажные, а затем и четырех-пятиэтажные секционные жилые дома, а также школы, магазины, детские сады и коммунально-бытовые учреждения. Это был первый в СССР опыт комплексной застройки целого жилого района, где особое внимание уделялось созданию инфраструктуры для комфортной жизни. Одним из значимых образовательных учреждений района стала школа № 151.
Арменикенд стал центром компактного проживания армянской общины Баку. Однако после трагических событий 1990 года многие армяне были вынуждены покинуть свои дома, что привело к утрате уникальной атмосферы этого района. Сегодня [когда?] Арменикенд является частью Насиминского района города Баку.